# Corbel (Savoia)
Corbel és un municipi francès situat al departament de la Savoia i a la regió d'Alvèrnia-Roine-Alps. L'any 2007 tenia 133 habitants.

## Demografia

### Població
El 2007 la població de fet de Corbel era de 133 persones. Hi havia 60 famílies de les quals 20 eren unipersonals (16 homes vivint sols i 4 dones vivint soles), 24 parelles sense fills i 16 parelles amb fills.
La població ha evolucionat segons el següent gràfic:
Habitants censats

### Habitatges
El 2007 hi havia 117 habitatges, 61 eren l'habitatge principal de la família, 50 eren segones residències i 5 estaven desocupats. 110 eren cases i 7 eren apartaments. Dels 61 habitatges principals, 52 estaven ocupats pels seus propietaris, 7 estaven llogats i ocupats pels llogaters i 2 estaven cedits a títol gratuït; 5 tenien dues cambres, 9 en tenien tres, 20 en tenien quatre i 27 en tenien cinc o més. 43 habitatges disposaven pel capbaix d'una plaça de pàrquing. A 29 habitatges hi havia un automòbil i a 29 n'hi havia dos o més.

### Piràmide de població
La piràmide de població per edats i sexe el 2009 era:
| Homes | Edats   | Dones |
| ----- | ------- | ----- |
| 0     | 95 o +  | 0     |
| 0     | 90 a 94 | 0     |
| 4     | 85 a 89 | 0     |
| 0     | 80 a 84 | 0     |
| 0     | 75 a 79 | 4     |
| 4     | 70 a 74 | 4     |
| 4     | 65 a 69 | 0     |
| 4     | 60 a 64 | 0     |
| 0     | 55 a 59 | 0     |
| 4     | 50 a 54 | 8     |
| 8     | 45 a 49 | 0     |
| 4     | 40 a 44 | 0     |
| 8     | 35 a 39 | 0     |
| 4     | 30 a 34 | 0     |
| 4     | 25 a 29 | 12    |
| 0     | 20 a 24 | 0     |
| 4     | 15 a 19 | 0     |
| 0     | 10 a 14 | 4     |
| 0     | 5 a 9   | 4     |
| 4     | 0 a 4   | 0     |

## Economia
El 2007 la població en edat de treballar era de 93 persones, 71 eren actives i 22 eren inactives. De les 71 persones actives 65 estaven ocupades (38 homes i 27 dones) i 6 estaven aturades (3 homes i 3 dones). De les 22 persones inactives 14 estaven jubilades, 4 estaven estudiant i 4 estaven classificades com a «altres inactius».

### Ingressos
El 2009 a Corbel hi havia 62 unitats fiscals que integraven 133,5 persones, la mediana anual d'ingressos fiscals per persona era de 20.589 €.

### Activitats econòmiques
Dels 10 establiments que hi havia el 2007, 1 era d'una empresa extractiva, 2 d'empreses de construcció, 1 d'una empresa de comerç i reparació d'automòbils, 1 d'una empresa de transport, 2 d'empreses d'hostatgeria i restauració, 1 d'una empresa de serveis i 2 d'entitats de l'administració pública.
Dels 3 establiments de servei als particulars que hi havia el 2009, 1 era una fusteria, 1 lampisteria i 1 restaurant.
L'únic establiment comercial que hi havia el 2009 era una botiga de material esportiu.
L'any 2000 a Corbel hi havia 6 explotacions agrícoles que ocupaven un total de 210 hectàrees.

## Poblacions més properes
El següent diagrama mostra les poblacions més properes.